# Ejido Figueroa
Ejido Figueroa är en ort i Mexiko.   Den ligger i kommunen Guasave och delstaten Sinaloa, i den västra delen av landet, 1 200 km nordväst om huvudstaden Mexico City. Ejido Figueroa ligger 22 meter över havet och antalet invånare är 882.
Terrängen runt Ejido Figueroa är mycket platt. Runt Ejido Figueroa är det ganska tätbefolkat, med 100 invånare per kvadratkilometer. Närmaste större samhälle är Leyva Solano, 2,8 km sydost om Ejido Figueroa. Trakten runt Ejido Figueroa består till största delen av jordbruksmark.